# Fryderyk Jurjewicz

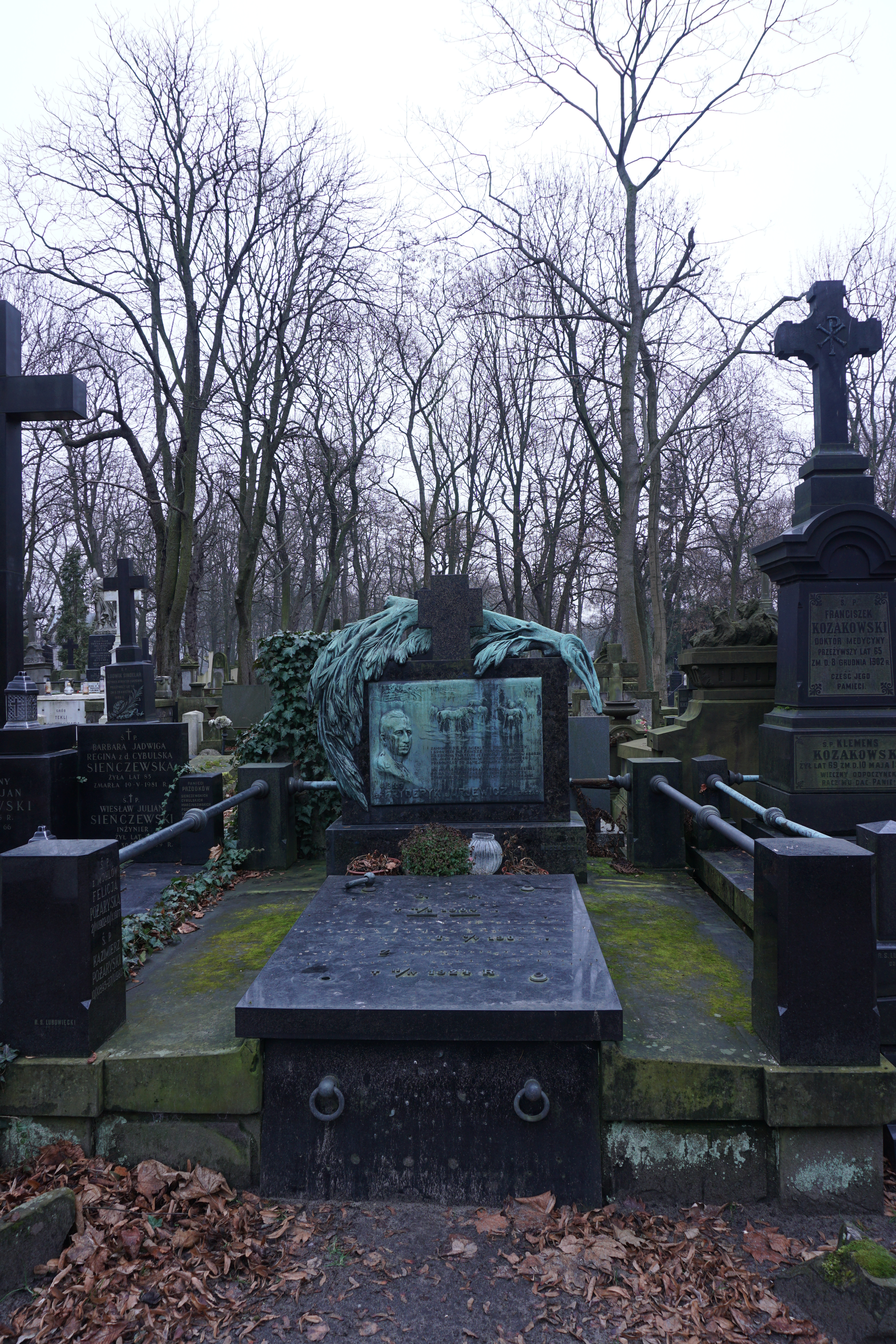
Grób Fryderyka Jurjewicza na cmentarzu Powązkowskim

Fryderyk Marian Jurjewicz herbu Lubicz (ur. 31 grudnia 1869 lub 14 stycznia 1871 w Berszadzie, zm. 21 lutego 1929 w Warszawie) – polski hodowca koni, organizator wyścigów konnych.

## Życiorys
Urodził się według różnych źródeł 31 grudnia 1869 lub 14 stycznia 1871 jako syn Mieczysława (1840-) i Róży z domu Rossi (-1906).
Ukończył studia prawnicze na Uniwersytecie w Odessie. Przed 1914 był sekretarzem, a następnie wiceprezesem Towarzystwa Wyścigowego w Odessie. Po przeprowadzce do Warszawy został członkiem Warszawskiego Towarzystwa Wyścigów Konnych, w którym po śmierci Adama Michalskiego został prezesem. Od 1910 do 1923 pełnił funkcję prezesa Towarzystwa Zachęty do Hodowli Koni w Polsce i został członkiem honorowym tej organizacji, a także innych stowarzyszeń zachęty do hodowli koni w Polsce. Działał w zakresie hodowli koni krwi angielskiej. Został członkiem komisji technicznej, a następnie głównym doradcą zarządu stadnin państwowych w Petersburgu. Podczas I wojny światowej od 1915 w Odessie przez cztery lata był organizatorem polskich wyścigów konnych na obczyźnie. Był członkiem utworzonego w 1914 roku Centralnego Komitetu Obywatelskiego w Warszawie. Był członkiem Centralnego Komitetu Obywatelskiego Królestwa Polskiego w Rosji w 1915 roku. Dzięki jego inicjatywie została ocalona znaczna część materiału stadnego koni (ogiery i matki z przychówkiem), wywiezionego podczas wojny do Rosji, który przeprowadził do granic Polski w ilości 252 sztuk, przekradając się w niekorzystnym terenie, nocą oraz atakowany podczas drogi przez bolszewików, po czym odstawił do stadniny w Wygodzie. Po wojnie uratowane przez niego zwierzęta stadne i wyścigowe były podstawą hodowli koni angielskich w niepodległej Polsce.
Po odzyskaniu przez Polskę niepodległości był prezesem zarządu Stadnin Państwowych w Ministerstwie Rolnictwa i Dóbr Państwowych. W czerwcu 1926 został mianowany dyrektorem departamentu w Ministerstwie Rolnictwa. 4 października 1926 jako dyrektor Departamentu Chowu Koni przewodniczył zebraniem konstytucyjnym Towarzystwa Hodowli Konia Arabskiego. W 1926 sprawował stanowisko wiceministra Rolnictwa i Dóbr Państwowych. Był prezesem Komitetu do spraw Wyścigów Konnych. Był twórcą, protektorem i członkiem honorowym Towarzystwa Hodowli Konia Arabskiego.
2 maja 1923 został odznaczony Krzyżem Komandorskim Orderu Odrodzenia Polski „w uznaniu zasług, położonych dla Rzeczypospolitej Polskiej na polu pracy hodowlanej”.
Zmarł 21 lutego 1929 w Warszawie po krótkiej chorobie. Został pochowany na cmentarzu Powązkowskim w Warszawie 25 lutego 1929 (kwatera 34, rząd 6, grób 24/25; autorem słów inskrypcji upamiętniającej na nagrobku był Gustaw Mucharski).
Fryderyk Jurjewicz był osobą powszechnie szanowaną i cenioną. Po jego śmierci w wydaniu „Kuriera Warszawskiego” nr 54 z 24 lutego 1929 wydrukowano dziesięć nekrologów, a w jednym z nich został określony przez ministra reform rolnych Witolda Staniewicza mianem twórcy hodowli koni w odrodzonej Polsce.
Jego pierwszą żoną była N. Mazurkiewicz, a drugą została Zofia z domu Mońkiewicz także herbu Lubicz (zm. 1906).
14 października 1929 ustanowiono pomnik Fryderyka Jurjewicza w formie popiersia na postumencie, umieszczony na obszarze toru wyścigów konnych przy ul. Polnej; w 1939 został przeniesiony na teren nowego toru na Służewcu.
W okresie II Rzeczypospolitej imieniem Fryderyka Jurjewicza nazwano wyścig Wielka Warszawska.